# Teodoro Kalaw
Teodoro Kalaw y Manguiat (Lipa, 31 de marzo de 1884-Manila, 4 de diciembre de 1940) fue un periodista, político y escritor filipino en lengua castellana, gran defensor de la hispanidad cultural de su país, que cuando él nació era una provincia española. Estudió bachillerato en el colegio dominico de Manila. Fue senador de su país y director de la Biblioteca Nacional del mismo. Su esposa fue la conocida escritora y feminista Pura Villanueva. La Avenida Kalaw del distrito manileño de Ermita está bautizada en su honor.

## Biografía

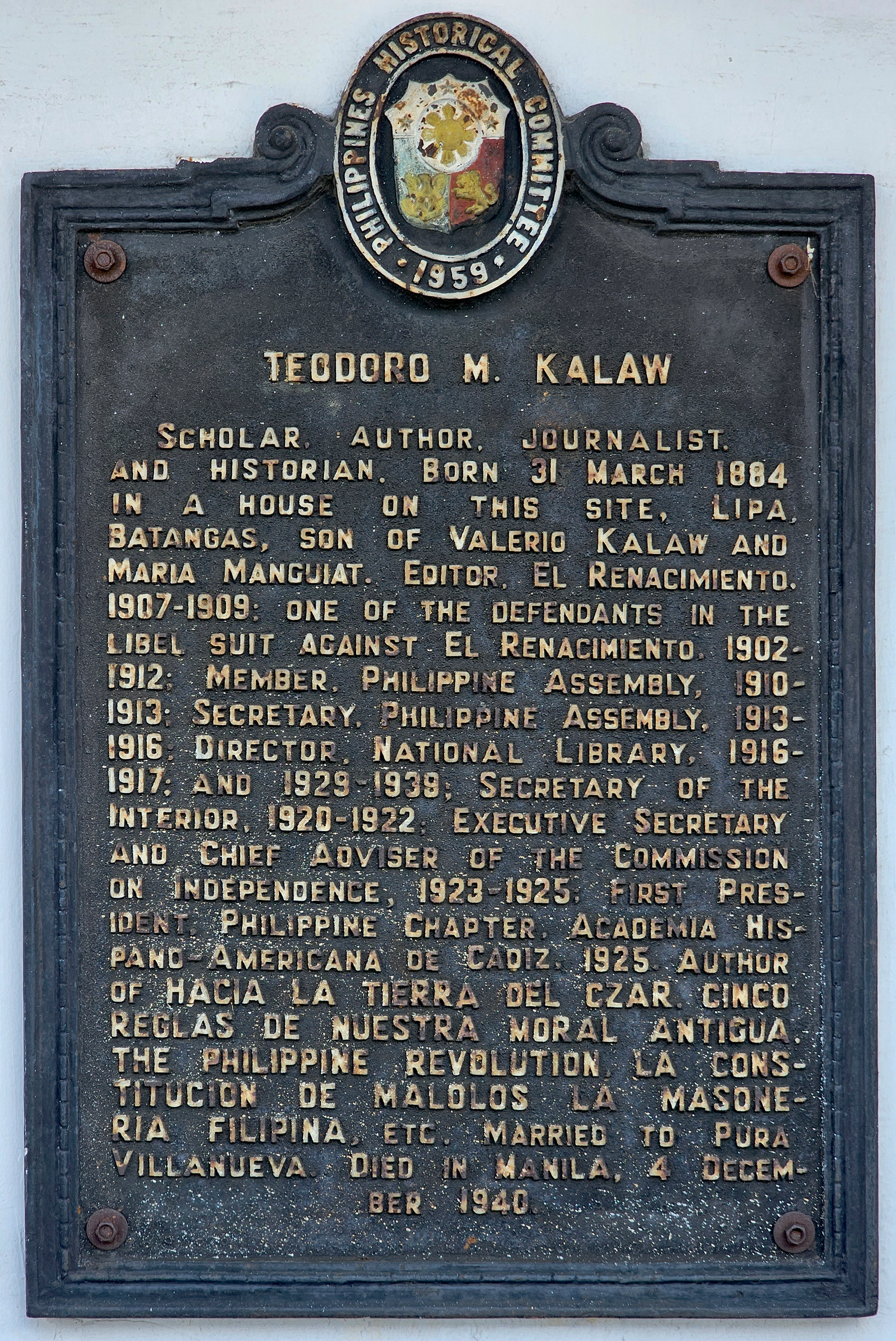
Placa conmemorativa

Nació el 31 de marzo de 1884 en Lipá (Batangas). Licenciado en derecho en 1905. Dirigió el periódico El Renacimiento de Manila. Nacionalista convencido, tuvo un gran impacto su editorial «Aves de rapiña», que fue perseguido por libelo y le valió una fuerte multa de las autoridades norteamericanas.
Continuó su carrera política e intelectual como secretario de Manuel Quezón, político nacionalista filipino, que llegó a ser presidente de la Commonwealth filipina en los años treinta.
Escribió sobre derecho, leyes, historia, y biografías. Fue popular su seudónimo «Nazarín» y es reconocido como uno de los más importantes estudiosos de la obra de José Rizal de su generación.

## Libros
Sus creaciones literarias en español más importantes son:
- 1908. Hacia la tierra del Zar, que narra un viaje desde Manila a Vladivostok, pasando por toda Siberia utilizando el entonces recién inaugurado Transiberiano. Fue reeditada en el siglo XXI por Editorial Renacimiento (Colección Los Viajeros)[2]
- 1920. La masonería filipina
- 1924. La revolución filipina
- 1927. Dietario espiritual
- 1928. La campaña de Kuonmintang[3]
- 1931. El espíritu de la revolución
- 1935. Cinco reglas de nuestra moral antigua[4]